# Macrostemum hestia
Macrostemum hestia är en nattsländeart som beskrevs av Malicky och Chantaramongkol in Malicky 1998. Macrostemum hestia ingår i släktet Macrostemum och familjen ryssjenattsländor. Inga underarter finns listade i Catalogue of Life.